# زیاد بن مروان قندی
زیاد بن مروان قندی، از اصحاب جعفر صادق و موسی کاظم بوده‌است که از سران واقفیه محسوب می‌شود.

## سرگذشت
کنیه وی ابوالفضل یا ابوعبدالله بوده‌است. زیاد بن مروان، از اهالی بغداد بوده که به واسطه شهرتش به قندی، شغل او را قناد دانسته‌اند. وی از شاگردان جعفر صادق بوده‌است ولی در منابع روایتی بی واسطه از جعفر صادق برای او گزارش نشده‌است.

## جریان واقفیه
پس از کشته شدن موسی کاظم در زندان سندی بن شابک، گروهی از وکلاء موسی کاظم که اموالی از موسی کاظم را در دست داشتند، منکر مرگ موسی کاظم شدند و مدعی شدند او به غیبت رفته‌است. آنان را به جهت وقف در امامت موسی کاظم، واقفیه خواندند. از جمله سران این حرکت، زیاد بن مروان قندی بود. او همچنین کارگزار عباسیان بود.

## جایگاه در علم رجال
در علم رجال، شیعیانی چون احمد بن طاووس، وی را ضعیف شمرده‌اند.